# نبرد ایمافوکو
نبرد ایمافوکو (به ژاپنی: 今福の戦い, Imafuku no tatakai)، در ۲۶ نوامبر ۱۶۱۴ بین نیروهای توکوگاوا ایه‌یاسو و خاندان تویوتومی جنگید. این نبرد یکی از اولین نبردهایی بود که طی دو سال در نزدیکی اوساکا انجام شد.

## بررسی اجمالی محاصره اوساکا
سه سال پس از پیروزی در نبرد سکیگاهارا، توکوگاوا ایه‌یاسو به عنوان سی تایشوگون، بالاترین رتبه سامورایی منصوب شد و سلطه را هم از نظر نام و هم در واقعیت به دست گرفت.
در همین حال، اگرچه قلمرو تحت کنترل مستقیم آنها به ۶۵۰۰۰۰ ککو کاهش یافته بود، تویوتومی هیده‌یوری، پسر تویوتومی هیده‌یوشی، و مادرش، یودو دونو، نفوذ پنهانی در اوساکا حفظ کردند.
از سوی دیگر، با وجود اینکه خانواده توکوگاوا قدرت را به دست گرفته بود، توکوگاوا ایه‌یاسو که از وجود خاندان تویوتومی احساس خطر می‌کرد، به فئودال‌هایی که در سکیگاهارا با او طرف شده بودند، پاداش‌های سخاوتمندانه ای داد و هوشمندانه آنها را از تویوتومی‌ها دور کرد.
علاوه بر این، توکوگاوا ایه‌یاسو نوه‌اش سن هیمه را به ازدواج تویوتومی هیده‌یوری درآورد، زیرا این امر به وصیت تویوتومی هیده‌یوشی بود، اما این امر برای اطمینان دادن به خانواده تویوتومی بود و دو سال پس از تبدیل شدن او به سی تایشوگون، او موقعیت شوگون را به پسرش، توکوگاوا هیده‌تادا، واگذار کرد. توکوگاوا به این ترتیب نشان داد که شوگون سالاری موروثی است و هیچ قصدی برای بازگرداندن قدرت به خانواده تویوتومی ندارد.

### بهانه برای شروع محاصره زمستانی
علاوه بر این، برای خالی کردن منابع مالی خانواده تویوتومی، دستور ساختن معابد معروف را در نقاط مختلف دادند و گفت که این کار برای عزاداری تایکو (تویوتومی هیده‌یوشی) است و در جهت حذف قدرت خانواده تویوتومی حرکت می‌کرد.
در اوت ۱۶۱۴، در هفدهمین سالگرد مرگ تویوتومی هیده‌یوشی، هنگام برگزاری مراسم یادبودی برای بازکردن معبد هوکو در کیوتو، حادثه ای رخ داد. کتیبه روی زنگ تالار بزرگ بودا (کتیبه ای بر روی یک زنگ آویزان) حاوی دعایی بود، به معنای اینکه «ملت امن و امان باشد» و توکوگاوا ایه‌یاسو تصمیم گرفت که ادعا کند که دعای این کتیبه به معنای ثروتمند شدن تویوتومی است و دستور داد که مراسم یادبود متوقف شود.
توکوگاوا ایه‌یاسو از این موضوع استفاده کرد و خواستار تخلیه خانواده تویوتومی از قلعه اوساکا شد. خانواده تویوتومی با ترفند توکوگاوا ایه‌یاسو برای یافتن بهانه و فرصتی برای شروع نبرد روبرو شدند و فرماندهان نظامی را که قدرت خاندان خود را در نبرد سکیگاهارا از دست داده بودند، گرد هم آوردند، که منجر به محاصره زمستانی اوساکا در همان سال شد.
توکوگاوا ایه‌یاسو اربابان فئودال را از سراسر کشور بسیج کرد و به قلعه اوساکا لشکرکشی کرد و بهانه او حادثه کتیبه ناقوس معبد هوکو بود.
به دلیل جنگ علیه خاندان توکوگاوا، خانواده تویوتومی نام‌های زیادی مانند چوسوکابه موریچیکا و سانادا یوکیمورا (سانادا نوبوشیگه) را گرد هم آوردند و ارتش ۱۰۰۰۰۰ نفری را ایجاد کردند، اما ارتش ۳۰۰۰۰۰ نفری توکوگاوا بر آنان برتری داشت.
ارتش تویوتومی که از نظر تعداد پایین‌تر بود، قلعه‌های زیادی را در اطراف قلعه اوساکا ایجاد کرد و واسطه قرار داد و نبرد محاصره‌ای را انتخاب کرد که از خندق دوگانه قلعه اوساکا استفاده می‌کرد. از سوی دیگر، ارتش توکوگاوا از تعداد آنها استفاده کرد و با محاصره به مقابله پرداخت.

### بمباران همزمان قلعه اوساکا
اگرچه ارتش توکوگاوا در تمام نبردها در هر قلعه پیروز شد، اما سانادا یوکیمورا با اسلحه ای از قلعه ای به نام سانادا مارو که برای تقویت نقاط ضعف قلعه اوساکا ساخته شده بود، به ارتش توکوگاوا حمله کرد. سانادا یوکیمورا (سانادا نوبوشیگه) در تاکتیک فریب دادن و سپس حمله به برتری رسید که ضربه بزرگی به ارتش توکوگاوا وارد کرد.
برای مقابله با این امر، ارتش توکوگاوا یک توپ پیشرفته را سفارش داد که می‌توانست گلوله‌های مسافت دور را شلیک کند و آنها را به سمت قلعه اوساکا شلیک کرد. توپ شلیک شده در این زمان در نزدیکی محل خواب یودو دونو اصابت کرد، بنابراین ارتش تویوتومی برای صلح از ایه‌یاسو توکوگاوا درخواست کرد و ایه‌یاسو توکوگاوا موافقت کرد. با صلح در دسامبر ۱۶۱۴، لشکرکشی زمستانی اوساکا به پایان رسید.

### لشکرکشی تابستانی اوساکا
محاصره زمستانی اوساکا با یک توافق صلح به پایان رسید، اما این ترفند توکوگاوا ایه‌یاسو بود. پس از توافق صلح، توکوگاوا ایه‌یاسو تمام خندق‌های قلعه اوساکا را پر کرد و قلعه‌های دفاعی را ویران کرد. در نتیجه، قلعه اوساکا تبدیل به قلعه ای بدون عملکرد دفاعی شد. توکوگاوا ایه‌یاسو از تویوتومی هیده‌یوری خواست که یا قلعه اوساکا را ترک کند و به ولایت یاماتو (استان نارا کنونی) یا ولایت ایسه (استان میه کنونی) برود یا رونین‌ها را اخراج کند که اگر موافقت نکند، به عدم اطاعت تعبیر می‌شد.
خانواده تویوتومی همه این خواسته‌ها را رد کردند و به این ترتیب در ماه مه ۱۶۱۵ لشکرکشی تابستانی اوساکا آغاز شد. همان‌طور که در مورد محاصره زمستانی، ارتش تویوتومی که نمی‌توانست با قدرت نظامی پیروز شود، ژنرال‌های شجاع را یکی پس از دیگری از دست داد، اما یوکیمورا سانادا (نوبوشیگه سانادا) بار دیگر نقش فعالی را ایفا کرد و در یک نقطه از نبرد توانست توکوگاوا ایه‌یاسو را تا مرز خودکشی بکشاند. اما با ورود نیروهای کمکی ارتش توکوگاوا به میدان جنگ او توانست از این حمله بگریزد و قدرت خود را بازیابد. ارتش تویوتومی تلفات زیادی از حملات ارتش توکوگاوا متحمل شده بود و از قبل در وضعیت رو به نابودی قرار داشت. سپس، ارباب فئودالی که سعی داشت به سمت توکوگاوا فرار کند، قلعه اوساکا را آتش زد و باعث سقوط آن شد. تویوتومی هیده‌یوری با کمک موری کاتسوناگا خودکشی کرد و خانواده تویوتومی نابود شدند. این امر به دوره جنگ‌های داخلی ژاپن پایان داد و دوره صلح تحت حکومت شوگون‌سالاری توکوگاوا را برای تقریباً ۲۶۰ سال آغاز کرد. قلعه اوساکا، محل محاصره زمستانی و تابستانی اوساکا، سقوط خاندان تویوتومی ویران شد و توسط شوگون‌سالاری توکوگاوا در سال ۱۶۲۰ بازسازی شد.
سندی که توسط یک تاجر هلندی در مورد «محاصره اوساکا» (۱۶۱۴–۱۶۱۵) نوشته شده است بیان می‌کند که حدود ۱۰۰۰۰ نفر در آتش‌سوزی قلعه اوساکا جان خود را از دست دادند.

## نبرد ایمافوکو
در ۲۶ نوامبر ۱۶۱۴ بین نیروهای توکوگاوا ایه‌یاسو و خاندان تویوتومی رخ داد. توکوگاوا ایه‌یاسو ۱۵۰۰ نفر را به فرماندهی ساتاکه یوشینوبو فرستاد تا محل را برای ایجاد قلعه ایمن کنند.
پس از اینکه ساتاکه مدافعان را از دهکده شکست داد و آیدا و یانو را کشت، نیروهای کمکی از سوی ارتش غربی، کیمورا شیگه‌ناری و گوتو موتوتسوگو، رهبری شدند و تلفات زیادی به نیروهای شرقی وارد کردند و ساتاکه را وادار به عقب‌نشینی کردند. نیروهای غربی یک بار دیگر پس از ورود اوئه‌سوگی کاگه‌کاتسو با نیروهای کمکی برای سربازان ساتاکه مجبور به عقب‌نشینی شدند. سپس ساتاکه در نهایت توانست روستا را تحت کنترل خود درآورد.